# Oka (Québec)
Oka ist ein Dorf in der kanadischen Provinz Québec, etwa 30 km von Montréal entfernt. Es liegt am Ottawa River. Auf dem Gebiet der Gemeinde Oka befindet sich der Parc national d’Oka. Oka ist auch bekannt durch den Oka-Käse aus der ehemaligen Trappisten-Abtei Notre-Dame du Lac.

## Geschichte
Artefakte belegen eine 4.500-jährige indianische Präsenz auf dem Gebiet des heutigen Ortes. Beim Eintreffen der ersten europäischen Siedler nutzten die Mohawks das Gebiet als Jagdgrund.
1717 übereignete der Gouverneur von Neufrankreich das Gebiet dem katholischen Orden der Sulpizianer, die dort 1721 unter dem Namen Mission du Lac des Deux-Montagnes eine Missionsstation gründeten. 1740–1742 bauten die Sulpizianer mit Hilfe der Mohawks den Calvaire d’Oka, einen Kalvarienberg, der ursprünglich der Missionierung der indigenen Bevölkerung diente. Die sieben Kreuzwegstationen zählten vom Ende des 19. Jahrhunderts bis in die 1950er Jahre zu den meistbesuchten Pilgerstätten der Provinz Québec, mit 30.000 Pilgern im Jahr.
Zur Eröffnung des lokalen Postamtes im Jahr 1867 wurde Oka als Ortsname gewählt. Der auf den Algonquin-Häuptling Paul Oka zurückgehende Name bedeutet ‚Goldener Fisch‘.
1890 gründeten die Trappisten die École d'Agriculture d’Oka, die der landwirtschaftlichen Fakultät der Université de Montréal angegliedert wurde. Heute beherbergt das Gebäude die École secondaire d'Oka.
Ab den 1930er Jahren wurde Archäologen das Gebiet als Fundstätte bekannt. Im Herbst 2007 fanden sich im Parc national d’Oka 108 Artefakte, von denen 85 aus Keramik bestanden. Im folgenden Jahr fanden sich 1.669 weitere Fragmente, von denen Teile einer Vase in die Zeit zwischen 400 v. und 500 n. Chr. datiert werden konnten. Eine weitere Vase ließ sich auf 500 bis 1000 datieren.
Mit Gründung des Parc provincial d’Oka wurde das Dorf ab den 1960er Jahren zu einem Tourismusort.
1990 geriet Oka durch die Oka-Krise in den Blickpunkt der internationalen Öffentlichkeit, als sich Mitglieder der Mohawk aus dem nahegelegenen Kanesatake-Reservat eine monatelang anhaltende Auseinandersetzung mit der Polizei lieferten und schließlich die kanadische Armee eingesetzt wurde.

## Söhne und Töchter der Stadt
- Denis Harbour (1917–2009), Sänger
- Louis-de-Gonzague Langevin (1921–2003), römisch-katholischer Geistlicher, Bischof von Saint-Hyacinthe